# Kim Pyong-sik
Kim Pyong-sik (김병식 ?, Kim Pyong-sikLR; Jeolla Meridionale, 10 febbraio 1919 – Pyongyang, 21 luglio 1999) è stato un politico nordcoreano, vicepresidente della Corea del Nord e leader del Partito socialdemocratico di Corea.

## Biografia
Nacque nella provincia del Jeolla meridionale, durante il dominio nipponico. Kim Pyong-sik lavorò per l'Unione degli studenti coreani in Giappone e per l'agenzia di stampa centrale nordcoreana. Dopo la creazione dell'Associazione generale dei residenti coreani in Giappone (organizzazione filo-nordcoreana) nel 1955, ricoprì importanti incarichi all'interno di tale organizzazione. Successivamente, dal Giappone, tornò in Corea del Nord e si unì al Partito socialdemocratico di Corea, un partito che divenne filo-comunista sotto la leadership di Choi Yong-kun e che è, anche tuttora, strettamente legato al Partito dei Lavoratori di Corea. Kim Pyong-sik era un membro del Presidium del Comitato Centrale del Partito socialdemocratico di Corea e in seguito ne divenne presidente. Dopo le sue dimissioni da leader del partito, ha continuato ad avere ruoli in primo piano e molto influenti. Dal 1994 al 1998 è stato infatti vicepresidente della Corea del Nord.
Dopo tale incarico divenne anche vicepresidente del Comitato permanente dell'Assemblea popolare suprema.
Kim è morto il 21 luglio 1999 a Pyongyang, ove fu eseguito il suo funerale di stato.